# انقلاب بولیواری
انقلاب بولیواری جنبش چپ اجتماعی و فرایندی سیاسی در ونزوئلا به رهبری رئیس‌جمهور سابق ونزوئلا هوگو چاوز بنیانگذار جنبش جمهوری پنجم بود. این واژه به افتخار سیمون بولیوار، رهبر انقلابی قرن نوزدهمی ونزوئلایی و آمریکای لاتینی که به خاطر جنگهای استقلال آمریکای اسپانیا و استقلال بیشتر کشورهای شمال آمریکای لاتین از سلطه اسپانیا مشهور است نامگذاری شده‌است. به اعتقاد چاوز و حامیانش انقلاب بولیواری در پی ساختن یک جنبش توده‌ای برای به پا داشتن بولیواریانیسم - دموکراسی مردمی، استقلال اقتصادی، توزیع عادلانه درآمدها و پایان دادن به فساد سیاسی - در ونزوئلا بود. آن‌ها اندیشه‌های بولیوار را از نگاه سوسیالیستی می‌ دیدند.
چاوز در تولد ۵۷ سالگی اش با اعلام داشتن سرطان اعلام کرد شعار انقلاب بولیواری از «سرزمین مادری، سوسیالیسم یا مرگ» به «پیروزی و سرزمین مادری سوسیالیستی، ما خواهیم زیست و پیروز خواهیم شد» عوض شده‌است.

## پیش زمینه
سیمون بولیوار اثری ماندگار در تاریخ ونزوئلا به طور خاص و آمریکای جنوبی به طور کلی بر جای گذاشته است.
هوگو چاوز به عنوان یک دانشجوی نظامی "یکی از تجلیل کنندگان داستان شور بولیواری" بود.[8] چاوز بعدها در دوران نظامی خود بر ایده های بولیوار و به عنوان نمادی محبوب تکیه کرد و جنبش MBR-200 خود را که به وسیله ای برای کودتای 1992 او تبدیل شد، گردآوری کرد. کاهش قیمت نفت در اواسط دهه 1980 باعث شد که یک بحران اقتصادی در ونزوئلا حاکم شود و این کشور سطوح قابل توجهی از بدهی را به خود اختصاص دهد. با این وجود، دولت رئیس جمهور متمایل به چپ جیمی لوسینچی توانست بازپرداخت بدهی های کشور را بازسازی کند و بحران اقتصادی را جبران کند، اما امکان ادامه سیاست های دولت در مورد هزینه های اجتماعی و یارانه های دولتی را فراهم آورد.[9] حزب سیاسی لوسینچی، کنش دموکراتیک، پس از انتخاب کارلوس آندرس پرز در سال 1988 به عنوان رئیس جمهور، توانست در قدرت باقی بماند.
پرز با اجرای اصلاحات اقتصادی توصیه شده توسط صندوق بین المللی پول (IMF) تغییر عمده ای در سیاست داد. اقدامات انجام شده توسط پرز شامل خصوصی سازی شرکت های دولتی، اصلاح مالیات، کاهش عوارض گمرکی و کاهش نقش دولت در اقتصاد بود. او همچنین اقداماتی را برای تمرکززدایی و مدرن کردن سیستم سیاسی ونزوئلا با انتخاب مستقیم فرمانداران ایالتی که قبلاً توسط رئیس جمهور منصوب شده بودند، انجام داد. بحث برانگیزترین بخش بسته اصلاحات اقتصادی کاهش یارانه بنزین بود که مدتهاست قیمت بنزین داخلی را بسیار کمتر از سطح بین المللی و حتی هزینه های تولید حفظ کرده بود.[10] در واکنش به اصلاحات اقتصادی دولت و در نتیجه افزایش قیمت بنزین و حمل و نقل، موجی از اعتراضات و شورش ها به نام ال کاراکازو در 27 فوریه 1989 در گوارناس آغاز شد و به کاراکاس و شهرهای اطراف گسترش یافت. درگیری‌های یک هفته‌ای منجر به کشته شدن صدها نفر، به گفته برخی گزارش‌ها، هزاران نفر، عمدتاً به دست نیروهای امنیتی و ارتش شد.[11][12]
چاوز و حزب جنبش جمهوری پنجم او در انتخابات سال 1998 پیروز شدند و فرآیند تشکیل را آغاز کردند که منجر به قانون اساسی ونزوئلا در سال 1999 شد.

## سیاست داخلی
سیاست‌های چاوزی شامل ملی‌سازی، برنامه‌های رفاه اجتماعی (ماموریت‌های بولیواری) و مخالفت با نئولیبرالیسم (به‌ویژه سیاست‌های صندوق بین‌المللی پول و بانک جهانی) است. به گفته هوگو چاوز، سوسیالیسم ونزوئلا مالکیت خصوصی را می پذیرد، [13] اما این سوسیالیسم به دنبال ترویج مالکیت اجتماعی نیز هست.[14] چاویسمو همچنین از دموکراسی مشارکتی[15] و دموکراسی محل کار [16] حمایت می کند. در ژانویه 2007، چاوز پیشنهاد ساخت دولت اشتراکی را داد که ایده اصلی آن ایجاد نهادهای خودگردان مانند شوراهای اشتراکی، کمون ها و شهرهای اشتراکی است.[17]

## سیاست خارجی

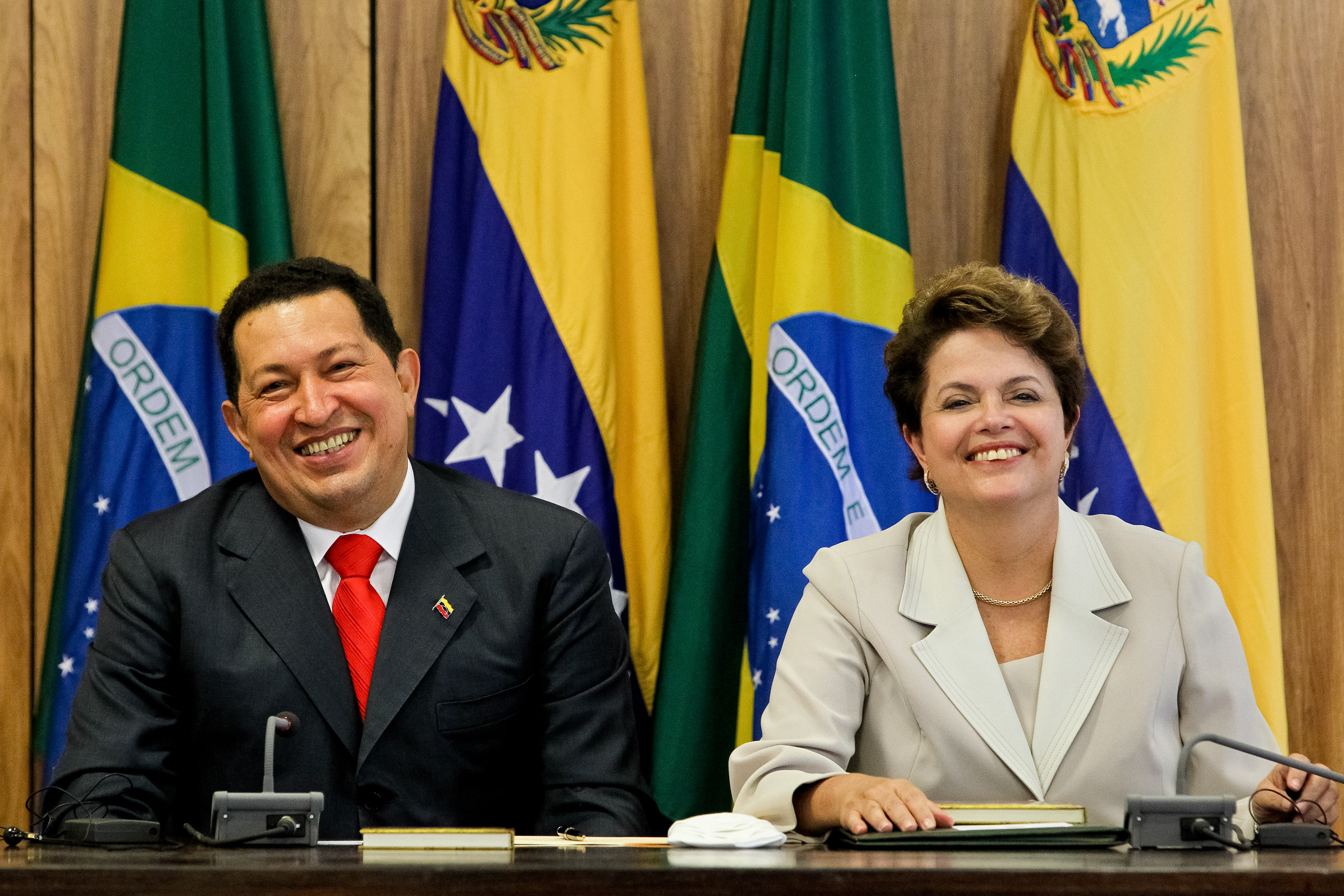
هوگو چاوز و دیلما روسف

طبق گزارش مرکز تسلیحات ترکیبی ارتش ایالات متحده:[18]
"چند سال پس از به قدرت رسیدن چاوز در سال 1999، او شروع به اجرای یک طرح سیاسی-استراتژیک کرد که آن را «انقلاب بولیواری» نامید، که صلح آمریکای لاتین را تهدید می کرد. مشخصه طرح چاوز موضع خصمانه و تقابلی در قبال ایالات متحده، اقداماتی بود که برای صدور الگوی خودکامه و سوسیالیستی چاوز به سایر کشورهای منطقه طراحی شده بود، و سیاست خارجی که ونزوئلا را درگیر درگیری های سطح بین المللی کرد." 
چاوز به عنوان یک رهبر "جنبش صورتی"، دارای چرخش به سمت دولت های چپ در دموکراسی های آمریکای لاتین دیده می شد.[19][20] تحلیلگران به ویژگی‌های ضدآمریکایی، [19] پوپولیستی [21] [22] [23] [24] و تمایلات اقتدارگرا در آن دولت‌ها اشاره کرده‌اند.[21][25]
چاوز سیاست خارجی ونزوئلا را بر روی یکپارچگی اقتصادی و اجتماعی آمریکای لاتین با تصویب قراردادهای تجاری دوجانبه و کمک های متقابل متمرکز کرد، از جمله آن میتوان به  اصطلاح "دیپلماسی نفتی" خود، [26][27] و وابستگی ونزوئلا به استفاده از نفت (کالای اصلی آن) و افزایش آسیب پذیری طولانی مدت آن اشاره کرد.[28] اگرچه چاوز الهام بخش دیگر جنبش‌ها در آمریکای لاتین ، برای پیروی از الگوی چاوزی در جهت تغییر شکل آمریکای جنوبی بود، بعداً به عنوان دمدمی مزاجی تلقی شد و نفوذ او در سطح بین‌المللی اغراق‌آمیز شد، [28] پس در سال 2009 موج صورتی شروع به فروکش کرد. 29]

## ماموریت های بولیواری
برنامه‌های اجتماعی (که در ونزوئلا «ماموریت‌ها» نامیده می‌شوند) که در دوره هوگو چاوز به وجود آمد، به دنبال کاهش نابرابری‌های اجتماعی بود و تا حد زیادی از طریق درآمدهای نفتی تأمین می‌شد. پایداری و طراحی برنامه های رفاهی مورد تحسین و انتقاد قرار گرفته است. نمونه های خاصی از برنامه های اجتماعی در زیر فهرست شده است.[30]

## ماموریت باریو آدنترو
مأموریت ارائه مراقبت های بهداشتی، مراقبت های دندانی و ورزش های ورزشی جامع با بودجه عمومی به جوامع فقیر و حاشیه نشین ونزوئلا بود. باریو آدنترو ساخت هزاران کلینیک پزشکی نمادین دو طبقه - مشاوران یا مطب‌های پزشک - و همچنین پرسنل با متخصصان پزشکی دارای گواهی مقیم را به نمایش گذاشت. به دنبال تضمین دسترسی به مراقبت های پزشکی با کیفیت و از گهواره تا گور برای همه شهروندان ونزوئلا، باریو آدنترو تلاشی برای ارائه یک شکل واقعی از مراقبت های بهداشتی همگانی است. تا سال 2006، کارکنان شامل 31439 متخصص، پرسنل فنی و تکنسین های بهداشتی بودند که از این تعداد 15356 پزشک کوبایی و 1234 پزشک ونزوئلایی بودند. شعبه آمریکای لاتین سازمان بهداشت جهانی و یونیسف هر دو از این برنامه تمجید کردند.[34][35] اگرچه نتایج مثبتی از این مأموریت حاصل شده است، اما برخی از مشکلات نیز وجود داشته است. در جولای 2007، داگلاس لئون ناترا، رئیس فدراسیون پزشکی ونزوئلا، گزارش داد که تا 70 درصد از ماژول های است  یا رها شده یا ناتمام مانده است. در سال 2014، ساکنان کاراکاس نیز علیرغم کمک مالی زیاد دولت ونزوئلا از این خدمات شکایت کردند.[36][37][38]

## ماموریت زیستگاه
هدف ماموریت زیستگاه، ساخت هزاران واحد مسکونی جدید برای فقرا است. این برنامه همچنین به دنبال ایجاد مناطق مسکونی قابل قبول و یکپارچه است که طیف کاملی از خدمات اجتماعی - از آموزش گرفته تا مراقبت های بهداشتی - را که چشم انداز آن را با شهرسازی جدید تشبیه می کند، در دسترس قرار دهد. به گزارش ال یونیورسال ونزوئلا، یکی از نقاط ضعف برجسته دولت چاوز، عدم تحقق اهداف خود در ساخت مسکن است. چاوز وعده ساخت 150000 خانه در سال 2006 را داد، اما در نیمه اول سال تنها 24 درصد از این هدف را با 35000 خانه تکمیل کرد.[39]

## ماموریت مرکال
این ماموریت شامل یک شرکت دولتی به نام Mercados de Alimentos, C.A. (MERCAL) که مواد غذایی و کالاهای اساسی یارانه ای را از طریق فروشگاه های زنجیره ای در سراسر کشور ارائه می کند. در سال 2010، مرکال دارای 16600 شعبه بود، «از مغازه‌های گوشه‌ای از خیابان گرفته تا فروشگاه‌های بزرگ انبار»، به‌علاوه 6000 سوپ‌پزخانه. مرکال 85000 کارگر دارد.[40] در سال 2006، حدود 11.36 میلیون ونزوئلایی به طور منظم از برنامه های غذایی مرکال بهره مند شدند. حداقل 14208 سایت توزیع غذای Mission Mercal در سرتاسر ونزوئلا و 4543 متریک تن غذا در هر روز توزیع شد.[41] در زمان‌های اخیر، مشتریانی که مجبور بودند در صف‌های طولانی برای محصولات تخفیف‌خورده منتظر بمانند، می‌گویند که کمبود محصولات در فروشگاه‌های مرکال وجود دارد و اقلام موجود در فروشگاه‌ها دائماً تغییر می‌کنند.[42] برخی از مشتریان از اعمال سهمیه بندی در فروشگاه های مرکال به دلیل کمبود محصولات شکایت داشتند.[43] در برخی موارد به دلیل کمبود فروشگاه ها اعتراضاتی صورت گرفته است.[44]

## ماموریت رابینسون
این برنامه از داوطلبان برای آموزش خواندن، نوشتن و حساب به بیش از 1.5 میلیون بزرگسال ونزوئلایی که قبل از انتخاب چاوز به ریاست جمهوری در سال 1999 بی سواد بودند، استفاده می کند. و مناطق خطرناک به منظور دسترسی به کم سوادترین، نادیده گرفته ترین و به حاشیه رانده ترین شهروندان بزرگسال تا به آنها مدرسه و درس منظم بدهند. در 28 اکتبر 2005، ونزوئلا خود را "منطقه عاری از بی سوادی" اعلام کرد، که در برآوردهای اولیه خود نرخ باسوادی را به حدود 99% رساند، اگرچه این آمار به 96% تغییر یافت.[45] بر اساس استانداردهای یونسکو، در صورتی می توان کشوری را «عاری از بی سوادی» اعلام کرد که 96 درصد جمعیت بالای 15 سال آن بتوانند خواندن و نوشتن داشته باشند.[46]
به گفته فرانسیسکو رودریگز و دانیل اورتگا از IESA، "شواهد کمی" از "اثر قابل تشخیص آماری بر بی سوادی ونزوئلا" وجود دارد.[45] دولت ونزوئلا ادعا کرد که به 1.5 میلیون ونزوئلایی خواندن آموزش داده است، [47] اما این مطالعه نشان داد که "فقط 1.1 میلیون نفر در ابتدا بی سواد بودند" و کاهش بی سوادی کمتر از 100000 را می توان به بزرگسالانی نسبت داد که یا پیرند یا مرده اند.[45] دیوید روسنیک و مارک وایزبروت از مرکز تحقیقات اقتصادی و سیاسی به این تردیدها پاسخ دادند و دریافتند که داده‌های مورد استفاده توسط رودریگز و اورتگا معیاری بسیار خام است زیرا نظرسنجی خانواده‌ای که از آن استخراج شده است هرگز برای اندازه‌گیری سواد یا مهارت‌های خواندن طراحی نشده است. روش های آنها برای ارائه شواهد آماری در مورد اندازه برنامه ملی سوادآموزی ونزوئلا نامناسب بود.[48] رودریگز به رد ویزبروت پاسخ داد و نشان داد که ویزبروت از داده‌های مغرضانه و تحریف شده استفاده می‌کند و استدلال بی‌سوادی که ویزبروت به کار می‌برد، دقیقاً خلاف آنچه ویزبروت در تلاش برای انتقال آن بود، نشان می‌دهد.[49]

## فروپاشی
پس از مرگ هوگو چاوز، جانشین او نیکلاس مادورو با پیامدهای سیاست های چاوز مواجه شد، با کاهش رضایت مادورو و شروع اعتراضات در ونزوئلا در سال 2014.[51] دولت‌های چاوز و مادورو اغلب مشکلاتی را که ونزوئلا با آن روبه‌رو بود، ناشی از مداخله خارجی در امور این کشور می‌دانستند.[52]
از سال 2016، ونزوئلا بولیواری از تورم شدید و از دست دادن چشمگیر مشاغل و درآمد رنج می برد (قیمت های مصرف کننده 800٪ افزایش یافت و اقتصاد در طول سال 2016 19٪ کاهش یافت)، [53] گرسنگی گسترده ("بررسی شرایط زندگی ونزوئلا" (ENCOVI) تقریباً 75٪ از جمعیت به طور متوسط حداقل 8.7 کیلوگرم از وزن خود را به دلیل عدم تغذیه مناسب از دست داده اند)[54] و نرخ قتل فزاینده ای (90 نفر در هر 100000 نفر در ونزوئلا در سال 2015 به قتل رسیده اند در مقایسه با 5 نفر در هر). 100000 در ایالات متحده بر اساس رصدخانه خشونت ونزوئلا).[55]
به گزارش دیده بان حقوق بشر:
"دولت برای ساکت کردن منتقدان، دستگیری های گسترده و دیگر سرکوب ها را انجام داده است. از سال 2014، ما واکنش خشونت آمیز نیروهای امنیتی به تظاهرات، با ضرب و شتم و دستگیری تظاهرکنندگان مسالمت آمیز و حتی تماشاچیان و شکنجه در بازداشت را مستند کرده ایم. انجمن کیفری ونزوئلا، یک گروه غیردولتی که به زندانیان کمک حقوقی می کند، بیش از 90 نفر را به حساب می آورد که آنها را زندانی سیاسی می داند.[56]"
دولت برای ساکت کردن منتقدان، دستگیری های گسترده و دیگر سرکوب ها را انجام داده است. از سال 2014، ما واکنش خشونت آمیز نیروهای امنیتی به تظاهرات، با ضرب و شتم و دستگیری تظاهرکنندگان مسالمت آمیز و حتی تماشاچیان و شکنجه در بازداشت را مستند کرده ایم. انجمن کیفری ونزوئلا، یک گروه غیردولتی که به زندانیان کمک حقوقی می کند، بیش از 90 نفر را به حساب می آورد که آنها را زندانی سیاسی می داند.[56]

## فرار بولیواری
پس از انقلاب بولیواری، بسیاری از ثروتمندان ونزوئلا به دنبال اقامت در کشورهای دیگر هستند. به گزارش نیوزویک، «فرار بولیواری یک واژگونی ثروت در مقیاس وسیع است» که در آن واژگونی مقایسه ای با زمانی است که در قرن بیستم «ونزوئلا بهشت مهاجرانی بود که از سرکوب و عدم تحمل دنیای قدیم می گریختند».[57] ال یونیورسال توضیح می دهد که چگونه "فرار بولیواری" در ونزوئلا به دلیل "وخامت اقتصاد و بافت اجتماعی، جنایت افسارگسیخته، عدم اطمینان و عدم امید به تغییر در رهبری در آینده نزدیک" ایجاد شده است.[58]
در سال 1998، سالی که چاوز برای اولین بار انتخاب شد، تنها 14 ونزوئلایی در ایالات متحده پناهندگی گرفتند. تنها در دوازده ماه در سپتامبر 1999، 1086 ونزوئلایی طبق آمار اداره خدمات شهروندی و مهاجرت ایالات متحده پناهندگی گرفتند.[59] محاسبه شده است که از سال 1998 تا 2013 بیش از 1.5 میلیون ونزوئلائی یعنی بین 4٪ تا 6٪ از کل جمعیت ونزوئلا، پس از انقلاب بولیواری کشور را ترک کردند.[60] بسیاری از شهروندان سابق ونزوئلا که مورد مطالعه قرار گرفتند دلایلی را برای ترک ونزوئلا بیان کردند که شامل فقدان آزادی، سطوح بالای ناامنی و کمبود فرصت در کشور بود.[60][61] همچنین گفته شده است که برخی از والدین در ونزوئلا به دلیل ناامنی‌هایی که ونزوئلا با آن مواجه هستند، فرزندان خود را تشویق می‌کنند تا برای محافظت از فرزندان خود کشور را ترک کنند.[61][62] این امر منجر به فرار سرمایه انسانی در ونزوئلا شده است.[58][60]
در نوامبر 2018، UNHCR (کمیساریای عالی سازمان ملل متحد برای پناهندگان) و IOM (سازمان بین المللی مهاجرت) گفتند که تعداد پناهندگان به 3 میلیون نفر رسیده است که بیشتر آنها به دیگر کشورهای آمریکای لاتین و کارائیب رفته اند.[63] ]

## تاثیر بر کشورهای دیگر
بولیواریسم در بولیوی و اکوادور که بحران احزاب سیاسی را تجربه کردند، تقلید شد.[64] بر اساس یک مطالعه در سال 2017، بولیوارییسم در کشورهایی که احزاب سیاسی و نهادهای دموکراتیک همچنان فعال بودند و چپ و جامعه مدنی به دموکراسی، کثرت گرایی و حقوق لیبرال به دلیل تجارب دیکتاتوری وحشیانه، ارزش قائل بودند، نتوانست بیشتر در آمریکای لاتین و کارائیب گسترش یابد. [64] این مطالعه همچنین نشان داد که "ترس از بولیواریسم همچنین منجر به کودتا علیه رئیس جمهور زلایا در هندوراس شد".[64]
جنبه های بولیواریایی توسط حزب سیاسی اسپانیایی Podemos پذیرفته شد.[64]